# Mühle Reinken
Mühle Reinken ist der deutsche Name eines untergegangenen Ortes in der russischen Oblast Kaliningrad (Gebiet Königsberg (Preußen)). Ein russischer Name ist nicht bekannt. Die Ortsstelle liegt im Gebiet des heutigen Rajon Prawdinsk (Munizipal-/Stadtkreis Friedland).

## Geographische Lage
Die Ortsstelle von Mühle Reinken liegt wenige hundert Meter nördlich der russischen Staatsgrenze zur polnischen Woiwodschaft Ermland-Masuren in der südlichen Mitte der Oblast Kaliningrad. Bis zur ehemaligen und heute auf polnischem Gebiet liegenden Kreisstadt Bartoszyce (deutsch Bartenstein) sind es 14 Kilometer in südlicher Richtung.

## Geschichte
Im Jahre 1471 wurde Reynicke erstmals erwähnt und mit seiner bedeutenden Wassermühle in der Folgezeit Reynicken (vor 1528), Reimken-Mühl (nach 1528) und auch Reinken (1785) genannt. Im Jahre 1905 wurde Mühle Reinken – lediglich vier Einwohner zählend – als bisheriger Wohnplatz des Gutsbezirks Wicken (russisch Klimowka) in den Gutsbezirk Schönbruch (russisch Schirokoje, polnisch Szczurkowo) innerhalb des ostpreußischen Kreises Friedland umgegliedert.
Im Jahre 1945 fiel in Kriegsfolge das gesamte nördliche Ostpreußen an die Sowjetunion. Der kleine Ort Mühle Reinken wurde – wohl auch wegen seiner Grenzlage – nicht mehr besiedelt, auch offiziell nicht mehr genannt. So fehlt auch eine russische Namensform. Der Ort ist verwaist und gilt als untergegangen.
Die kaum noch erkennbare Ortsstelle liegt im Bereich des heutigen Munizipalkreises Rajon Prawdinsk (Stadtkreis Friedland) in der Oblast Kaliningrad der Russischen Föderation.

## Kirche
Bis 1945 war Mühle Reinken in die evangelische Kirche Schönbruch in der Kirchenprovinz Ostpreußen der Kirche der Altpreußischen Union, außerdem in die römisch-katholische Kirche St. Bruno in Bartenstein (heute polnisch Bartoszyce) im damaligen Bistum Ermland eingepfarrt.

## Verkehr
Die verwaiste Ortsstelle Mühle Reinken ist kaum noch wahrzunehmen und ist über Verbindungswege von Schönbruch (russisch Schirokoje) bzw. Wicken (russisch Klimowka) aus zu erreichen. Die damalige nächste Bahnstation Schönbruch lag an der Bahnstrecke Wehlau–Heilsberg. Diese existiert in ihrem russischen Teilabschnitt nicht mehr.